# Careproctus sinensis
Careproctus sinensis är en fiskart som beskrevs av Gilbert och Burke 1912. Careproctus sinensis ingår i släktet Careproctus och familjen Liparidae. Inga underarter finns listade.